# Ruskin (Nebraska)
Ruskin és una població dels Estats Units a l'estat de Nebraska. Segons el cens del 2000 tenia 195 habitants.

## Demografia
Segons el cens del 2000, Ruskin tenia 195 habitants, 78 habitatges, i 57 famílies. La densitat de població era de 179,3 habitants per km².
Dels 78 habitatges en un 33,3% hi vivien nens de menys de 18 anys, en un 71,8% hi vivien parelles casades, en un 1,3% dones solteres, i en un 26,9% no eren unitats familiars. En el 26,9% dels habitatges hi vivien persones soles el 16,7% de les quals corresponia a persones de 65 anys o més que vivien soles. El nombre mitjà de persones vivint en cada habitatge era de 2,5 i el nombre mitjà de persones que vivien en cada família era de 3,04.
Per edats la població es repartia de la següent manera: un 26,2% tenia menys de 18 anys, un 4,6% entre 18 i 24, un 25,1% entre 25 i 44, un 22,1% de 45 a 60 i un 22,1% 65 anys o més.
L'edat mediana era de 40 anys. Per cada 100 dones de 18 o més anys hi havia 97,3 homes.
La renda mediana per habitatge era de 28.750 $ i la renda mediana per família de 31.250 $. Els homes tenien una renda mediana de 22.361 $ mentre que les dones 17.344 $. La renda per capita de la població era de 13.130 $. Aproximadament el 3,5% de les famílies i el 8,6% de la població estaven per davall del llindar de pobresa.

## Poblacions més properes
El següent diagrama mostra les poblacions més properes.